# Gran Premi del Japó del 2004
Resultats del Gran Premi del Japó de Fórmula 1 de la temporada 2004 disputat al circuit de Suzuka el 10 d'octubre del 2004.

## Resultats
| Pos | No | Pilot                | Equip              | Voltes | Temps/ Retirada  | Pos. de sortida | Punts |
| --- | -- | -------------------- | ------------------ | ------ | ---------------- | --------------- | ----- |
| 1   | 1  | Michael Schumacher   | Ferrari            | 53     | 1h 24' 26. 985   | 1               | 10    |
| 2   | 4  | Ralf Schumacher      | Williams - BMW     | 53     | + 14.098 s       | 2               | 8     |
| 3   | 9  | Jenson Button        | BAR - Honda        | 53     | + 19.662 s       | 5               | 6     |
| 4   | 10 | Takuma Sato          | BAR - Honda        | 53     | + 31.781 s       | 4               | 5     |
| 5   | 8  | Fernando Alonso      | Renault            | 53     | + 37.767 s       | 11              | 4     |
| 6   | 6  | Kimi Räikkönen       | McLaren - Mercedes | 53     | + 39.362 s       | 12              | 3     |
| 7   | 3  | Juan Pablo Montoya   | Williams - BMW     | 53     | + 55.347 s       | 13              | 2     |
| 8   | 11 | Giancarlo Fisichella | Sauber - Petronas  | 53     | + 56.276 s       | 7               | 1     |
| 9   | 12 | Felipe Massa         | Sauber - Petronas  | 53     | + 1' 29.656 min. | 19              |       |
| 10  | 7  | Jacques Villeneuve   | Renault            | 52     | + 1 Volta        | 9               |       |
| 11  | 16 | Jarno Trulli         | Toyota             | 52     | + 1 Volta        | 6               |       |
| 12  | 15 | Christian Klien      | Jaguar - Cosworth  | 52     | + 1 Volta        | 14              |       |
| 13  | 18 | Nick Heidfeld        | Jordan - Ford      | 52     | + 1 Volta        | 16              |       |
| 14  | 17 | Olivier Panis        | Toyota             | 51     | + 2 Voltes       | 10              |       |
| 15  | 19 | Timo Glock           | Jordan - Ford      | 51     | + 2 Voltes       | 17              |       |
| 16  | 20 | Gianmaria Bruni      | Minardi - Cosworth | 50     | + 3 Voltes       | 18              |       |
| Ret | 21 | Zsolt Baumgartner    | Minardi - Cosworth | 41     | Virolla          | 20              |       |
| Ret | 5  | David Coulthard      | McLaren - Mercedes | 38     | Col·lisió        | 8               |       |
| Ret | 2  | Rubens Barrichello   | Ferrari            | 38     | Col·lisió        | 15              |       |
| Ret | 14 | Mark Webber          | Jaguar - Cosworth  | 20     | Foc              | 3               |       |

## Altres
- Pole: Michael Schumacher 1' 33. 542

- Volta ràpida: Rubens Barrichello 1' 32. 730 (a la volta 30)